# Sâniacob, Bistrița-Năsăud
Sâniacob (în dialectul săsesc Jokeschderf, în germană Jakobsdorf, Jakobsdorf bei Bistritz, Jachesdorf, în maghiară Szászszentjakab, Szentjakab) este un sat în comuna Lechința din județul Bistrița-Năsăud, Transilvania, România.

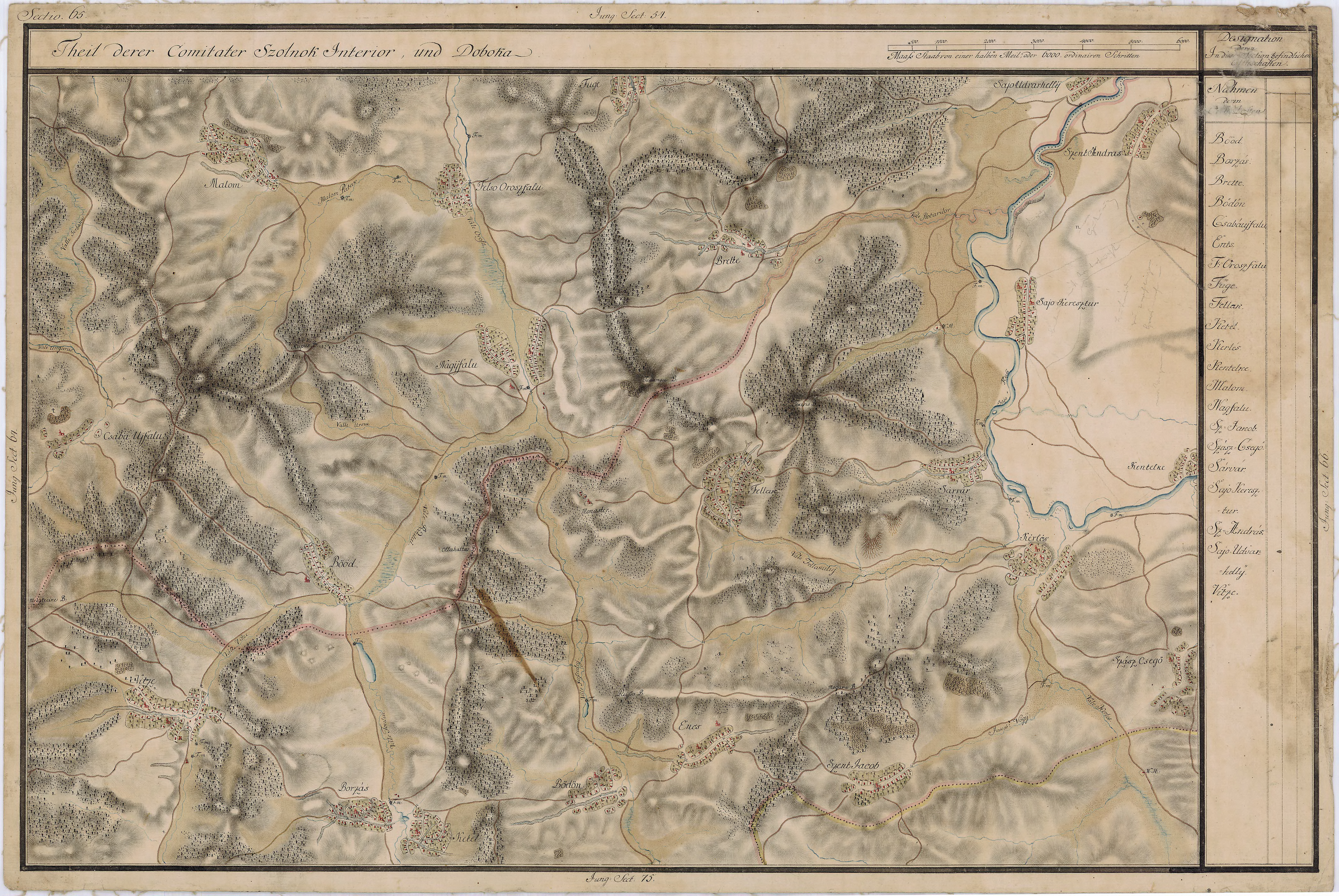
Sâniacob în Harta Iosefină a Transilvaniei, 1769-73